# Storia di Udine
La città di Udine (Udin in friulano) è situata al centro della regione friulana, di cui è considerata la capitale storica, e sorge in pianura intorno ad un colle, sul quale è situato il castello. 
Il sito su cui sorge Udine fu abitato sin dai tempi remoti (fu sede di un castelliere dell'età del Bronzo) e poi in epoca romana e longobarda. Il luogo scelto risulta strategico per la sua posizione centrale rispetto alla pianura friulana e per la presenza di un colle su cui i primi abitanti poterono ripararsi fortificandolo. Narrano le leggende che il colle fosse stato eretto dai soldati di Attila trasportando la terra con i loro elmi, per permettere al condottiero unno di vedere in lontananza la città di Aquileia che bruciava dopo le sue incursioni.
La prima testimonianza scritta e quindi certa dell'esistenza di Udine risale al 983, con il diploma di Ottone II di Sassonia che assegna il castello di Udine al Patriarca Rodoaldo. In seguito si riscontrano una dozzina di citazioni della città o del suo castello in vari documenti risalenti a un periodo compreso tra il 1091 e il 1223. 
L'ascesa di Udine a metropoli del Friuli avviene solamente dal 1200 in poi, grazie alle decisioni assunte dai Patriarchi di Aquileia che vedono con favore lo spostamento della loro sede in una posizione più centrale e meglio difendibile rispetto alle altre precedenti sedi di Aquileia, Cormons e Cividale. Nel 1238 divenne sede del Patriarca di Aquileia: in quell'anno infatti il patriarca Bertoldo di Andechs si trasferì da Cividale a Udine, dove fu costruito il palazzo patriarcale. Da quel momento, Udine assumerà sempre maggiore importanza, divenendo col tempo la capitale istituzionale del Friuli.

## Cronologia antica e medievale

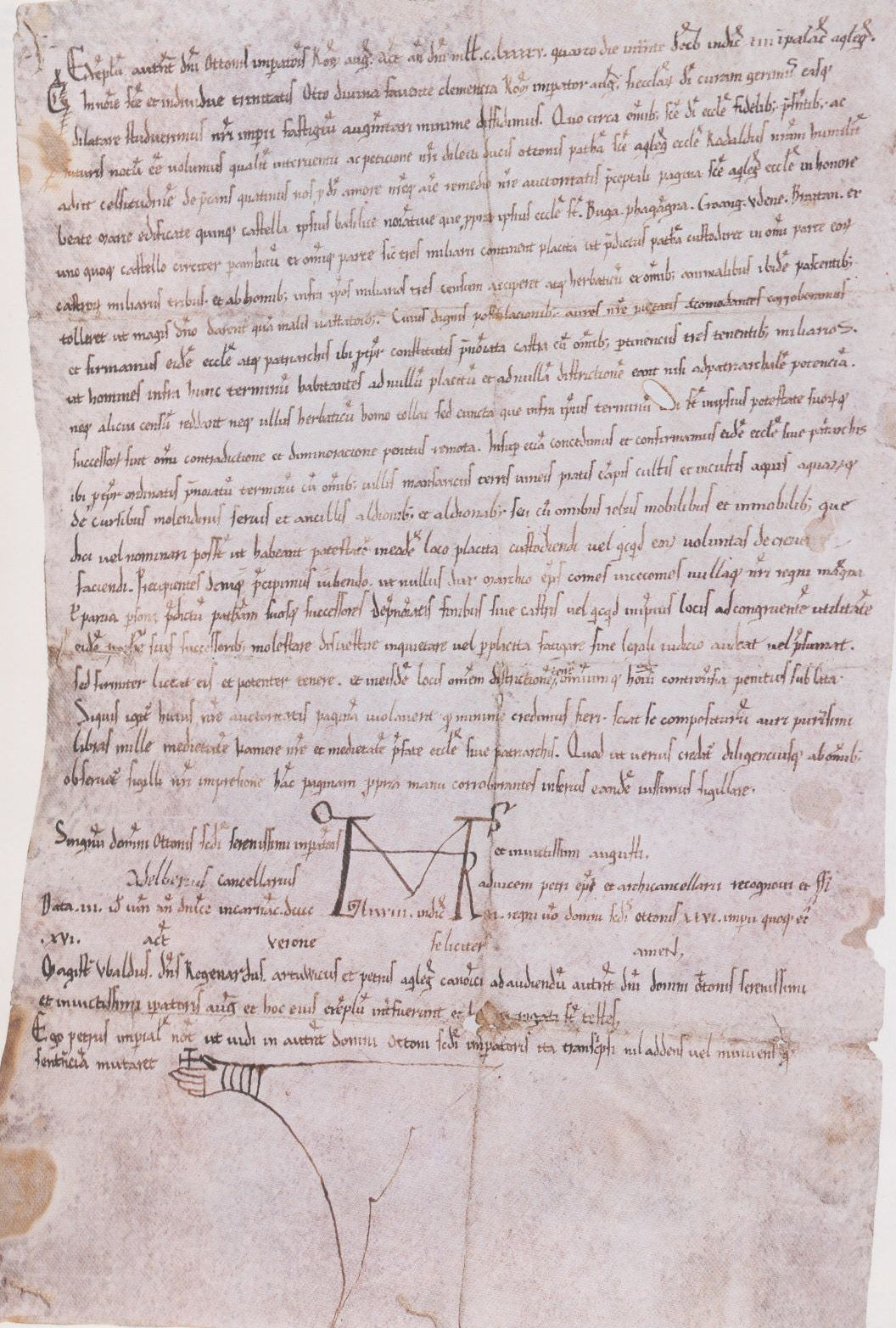
Prima menzione scritta del castello di Udine in un diploma di Ottone II (983)

- 983 Prima menzione scritta del castello di Udine in un diploma di Ottone II di Sassonia
- X secolo Costruzione della I cinta muraria
- 1233 Concessione del mercato franco da parte del patriarca Bertoldo di Andechs-Merania
- 1236 Inizio della costruzione del Duomo
- 1238 Trasferimento a Udine del Patriarca di Aquileia
- 1245 Trasferimento a Udine del capitolo di S. Odorico al Tagliamento
- 1260 Costruzione della II cinta muraria
- 1280 Costruzione della III cinta muraria
- 1320 Costruzione della IV cinta muraria
- 1335 Consacrazione del Duomo
- 1346 Guerra contro Cividale
- 1368 Visita dell'Imperatore Carlo IV
- 1418 La Repubblica di Venezia dichiara guerra a Udine e alla Patria del Friuli
- 1420 Fuga del Patriarca da Udine e resa della città ai veneziani
- 1448 Inizio della costruzione della Loggia ad opera di Bartolomeo delle Cisterne su disegno dell'orafo Nicolò Lionello, completata nel 1457
- 1472 Inizio delle invasioni e dei saccheggi dei Turchi
- 1496 Fondazione del Monte di Pietà

## Cronologia dal '500 al '700

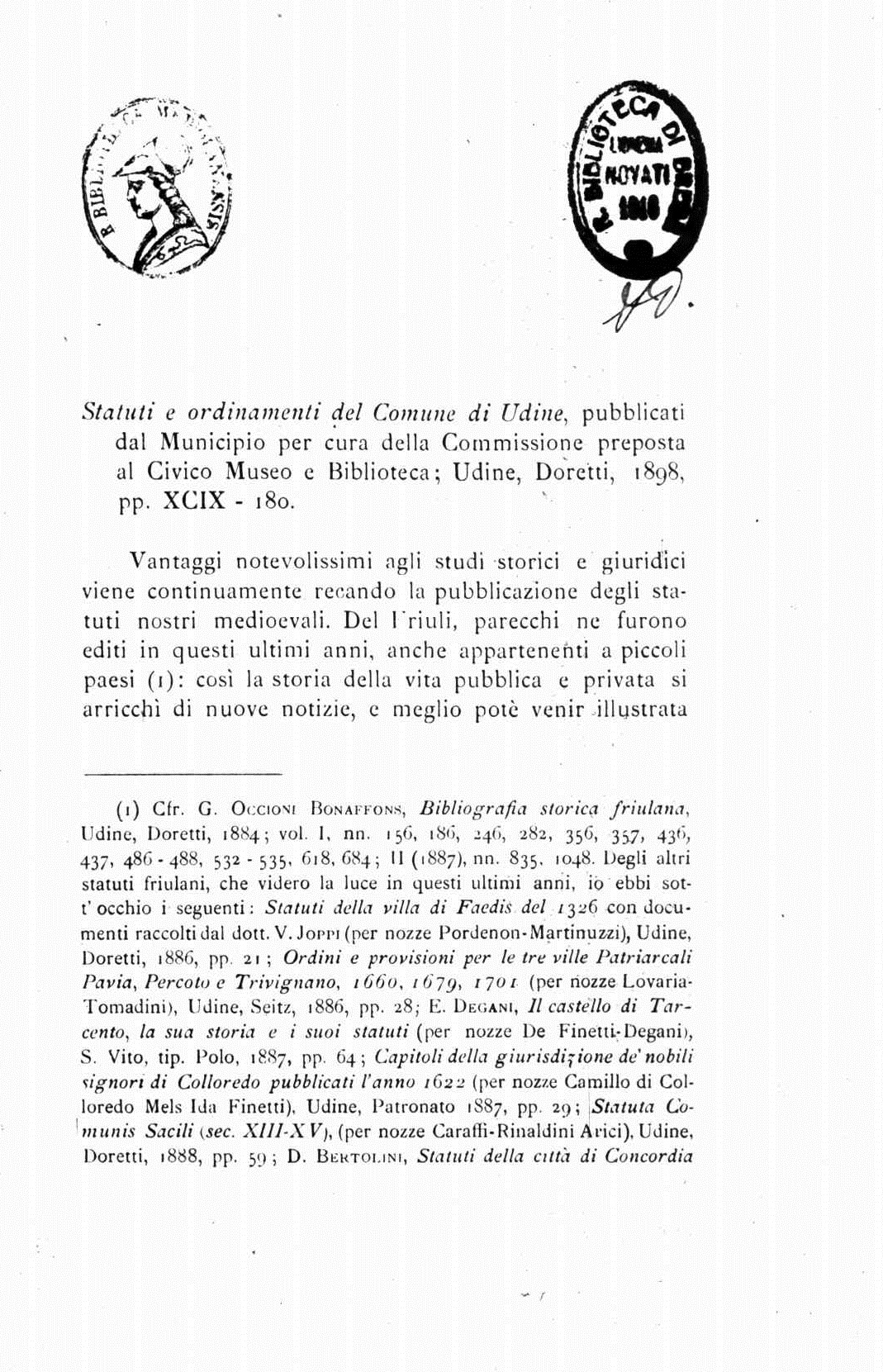
Gaetano Cogo, Statuti e ordinamenti del comune di Udine, 1899

- 1511 Moti dei contadini (Crudele Giovedì grasso) . Terremoto che provoca 6000 vittime e distrugge il Castello ed altri edifici
- 1517 Inizio della ricostruzione del Castello
- 1525 Inizio della costruzione del Porticato di San Giovanni e della Chiesa di S. Giacomo
- 1527 Costruzione della Torre dell'orologio
- 1528 Udine conta 13556 abitanti
- 1548 Udine conta 14579 abitanti
- 1549 Istituzione del servizio di trasporto postale con Venezia
- 1556 Inizio della costruzione dell'Arco Bollani e del Palazzo Antonini da parte del Palladio
- 1557 Udine conta 12700 abitanti
- 1576 Epidemia di peste che provoca in città 827 morti
- 1578 Udine conta 14000 abitanti
- 1599 Udine conta 10170 abitanti
- 1601 Apertura del Seminario
- 1606 Fondazione dell’Accademia degli Sventati
- 1629 Udine conta 9252 abitanti
- 1663 Costruzione del Palazzo del Monte di Pietà
- 1679 Apertura della scuola dei Barnabiti
- 1717 Messa al bando di Lucio della Torre e demolizione del suo palazzo
- 1726 Arrivo del Tiepolo a Udine
- 1751 Soppressione del Patriarcato di Aquileia e nascita delle arcidiocesi di Udine e Gorizia
- 1756 Fondazione dell’Accademia di Udine
- 1765 Udine conta 14144 abitanti
- 1795 Udine conta 15837 abitanti
- 1797 Caduta della Repubblica di Venezia, Alvise Mocenigo ultimo Luogotenente veneziano lascia Udine che viene ceduta dai francesi all'Austria

## Cronologia dall'800 ad oggi

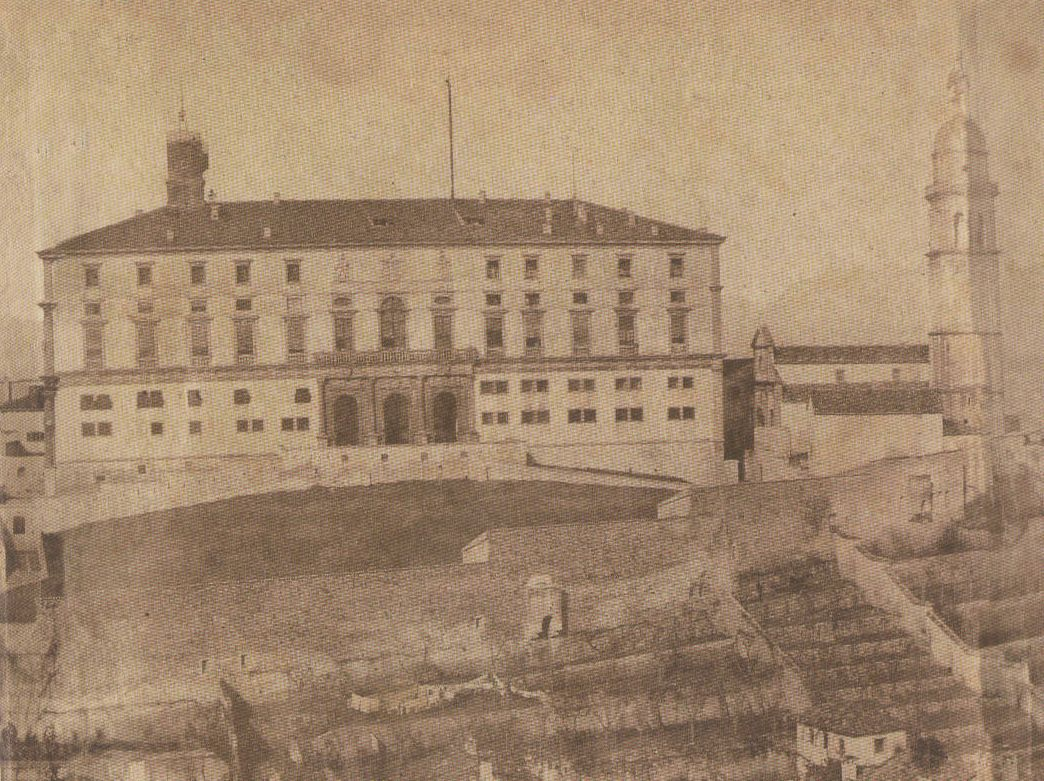
Veduta del castello nel 1860 circa

- 1805 Il Parlamento della Patria del Friuli si riunisce per l'ultima volta. Ritorno sotto il dominio francese
- 1806 Creazione del Dipartimento di Passariano con capoluogo Udine nell'ambito del Regno d'Italia
- 1807 Udine conta 16384 abitanti
- 1814 Ritorno del dominio austriaco, creazione della Provincia del Friuli con capoluogo Udine nell'ambito del Regno Lombardo-Veneto
- 1815 Udine con patente sovrana è dichiarata Città Regia della Venezia col privilegio di nominare un deputato presso la Congregazione centrale a Venezia
- 1834 Udine conta 22395 abitanti
- 1857 Udine conta 25201 abitanti
- 1859 Collegamento ferroviario con Trieste e Venezia
- 1866 Annessione al Regno d’Italia a seguito del plebiscito del 21 ottobre
- 1876 Incendio e distruzione di parte della Loggia del Lionello
- 1879 Inaugurazione della Ferrovia Pontebbana che collegava la città con l'Impero austro-ungarico
- 1880 Inizio dell'abbattimento delle cinte murarie medievali
- 1886 Collegamento ferroviario con Cividale
- 1895 Uno dei Direttori d'orchestra più celebri dell'800,  il M° Antonino Palminteri dirige al Teatro Sociale di Udine le Opere: La traviata di Giuseppe Verdi e Gli ugonotti di Giacomo Meyerbeer. Gli esiti delle rappresentazioni furono eccellenti e apprezzatissimi.[2]
- 1896 Fondazione dell'Udinese Calcio come parte della Società Udinese di Ginnastica e Scherma
- 1912 Inizio della costruzione di Palazzo D'Aronco sede del Municipio
- 1915 Udine diventa la "capitale" della guerra, sede del comando supremo delle forze armate italiane
- 1917 Occupazione austro-tedesca della città. Scoppio di Sant'Osvaldo: il 27 agosto 1917 esplode un deposito di munizioni situato nei pressi dell'ospedale militare.
- 1918 Liberazione della città e ritorno all'amministrazione italiana
- 1922 Mussolini al Teatro Sociale pronuncia il cosiddetto discorso dell’annunciazione
- 1943 Occupazione tedesca
- 1945 Liberazione della città da parte delle truppe alleate
- 1946 Fondazione del Messaggero Veneto, principale quotidiano cittadino
- 1966 Inaugurazione del primo tratto autostradale dell'A23 Palmanova-Udine Sud
- 1976 Le scosse di terremoto di maggio e settembre colpiscono in parte anche Udine. Una scossa avviene anche durante la partita d'inaugurazione dello Stadio Friuli
- 1978 Istituzione dell'Università di Udine
- 1997 Inaugurazione del Teatro Nuovo Giovanni da Udine